# Mexcala signata
Mexcala signata är en spindelart som beskrevs av Wesolowska 2009. Mexcala signata ingår i släktet Mexcala och familjen hoppspindlar. Inga underarter finns listade i Catalogue of Life.